# Rejon strugowski
Rejon strugowski (ros. Струго-Красненский район, Strugo-Krasnienskij rajon) – jednostka administracyjna wchodząca w skład obwodu pskowskiego w Rosji.
Centrum administracyjnym rejonu jest osiedle typu miejskiego Strugi Krasnyje. Główne rzeki to: Kurieja, Sitnia, Luta i Pskowa, a  jeziora: Szyrskoje, Czornoje, Dołgoje, Kiebskoje, Podolskoje, Wielenskoje. W granicach rejonu usytuowane są centra administracyjne wiejskich osiedli: Marjino i Nowosielje.